# Oscar Lewicki
Carl Oscar Johan Lewicki (* 14. července 1992, Malmö, Švédsko) je švédský fotbalový záložník a reprezentant polského původu, který v současné době hraje v klubu Malmö FF.

## Reprezentační kariéra
Oscar Lewicki nastupoval za švédské mládežnické reprezentace.
Trenér Håkan Ericson jej nominoval na Mistrovství Evropy hráčů do 21 let 2015 konané v Praze, Olomouci a Uherském Hradišti, kde získal se švédským týmem zlaté medaile.
V A-mužstvu Švédska debutoval 17. ledna 2014 v přátelském utkání v Abú Dhabí proti týmu Moldavska (výhra 2:1).